# Koninklijke Stallen (Paleis Het Loo)
De Koninklijke Stallen is een gebouw in Apeldoorn met koetshuizen en paardenstallen, behorend tot Paleis het Loo. Het werd gebruikt voor de stalling van de rijtuigen van de Koninklijke familie van Nederland. Het gebouw is in gebruik als museum als onderdeel van Nationaal Museum Paleis het Loo. Er is een grote collectie rijtuigen uit het bezit van het Koninklijk Staldepartement te zien.
Het gebouw bestaat uit een middendeel met koetshuizen en aanspanplaats, en heeft symmetrisch aan de linker- en rechterkant een vleugel voor de paarden.

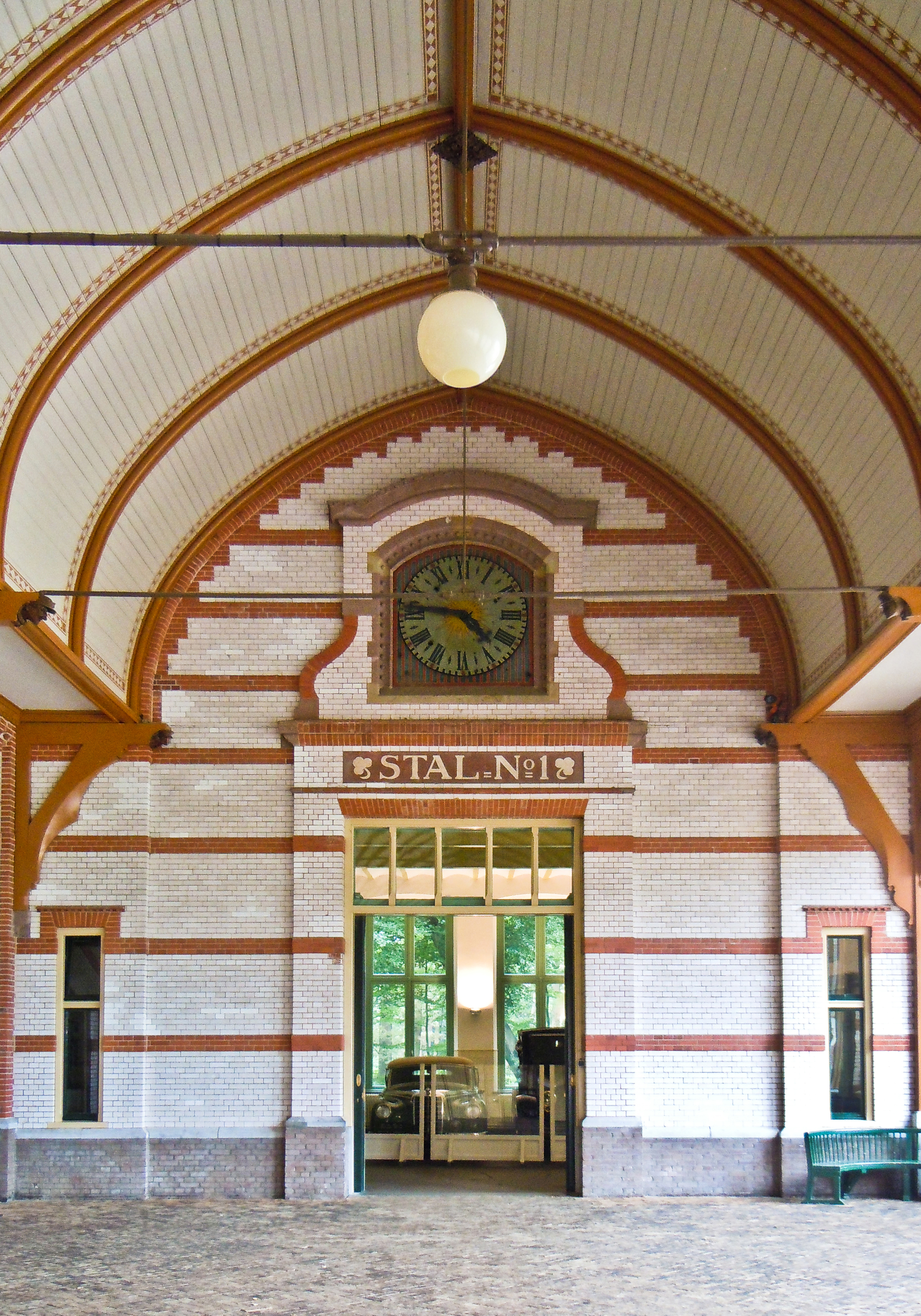
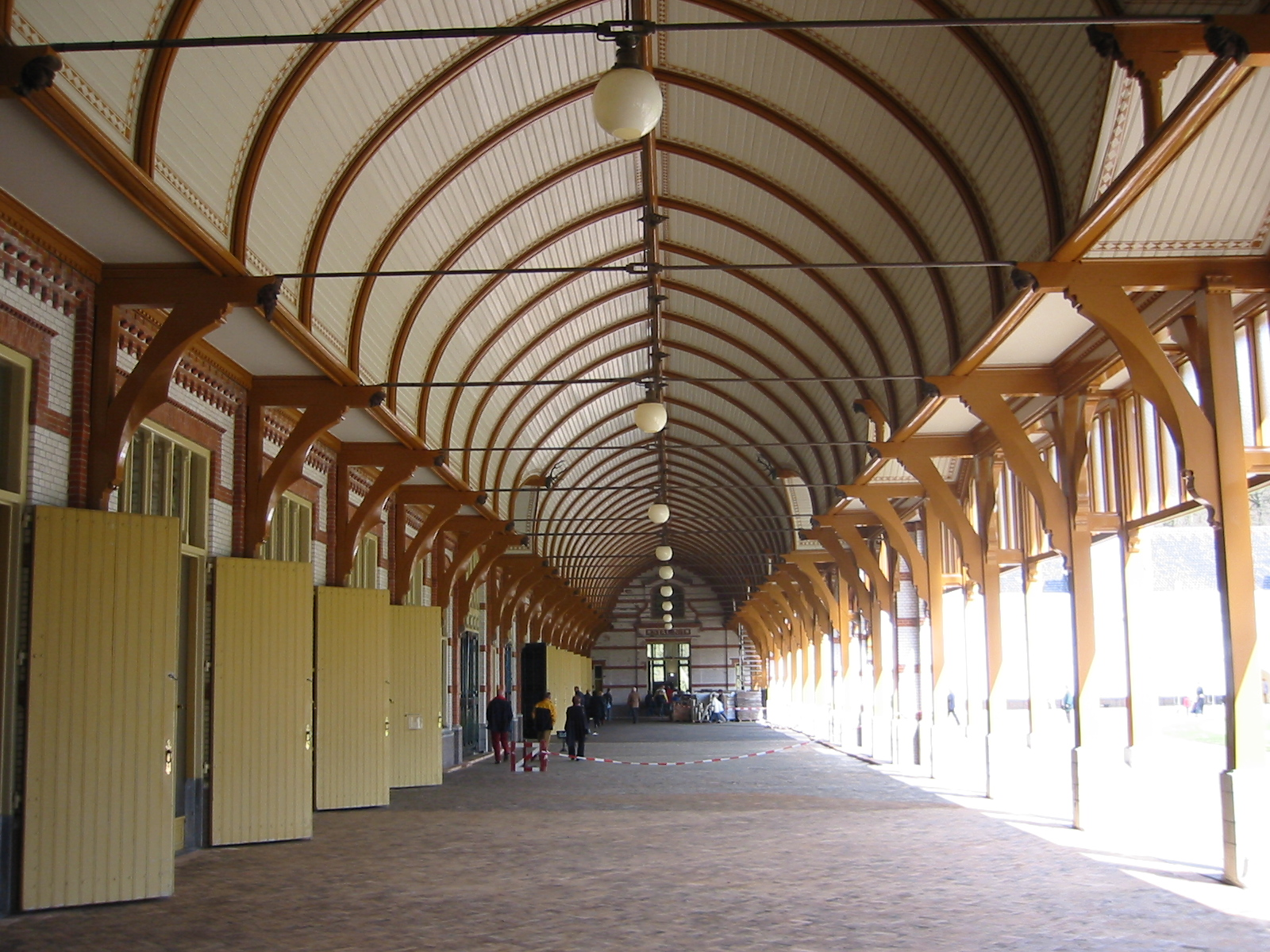